# Waterhouse Football Club
Maillots
Actualités
Le Waterhouse Football Club est un club jamaïcain de football basé à Kingston.

## Palmarès
- Championnat de Jamaïque (2) 
  - Champion : 1998, 2006

- Coupe de Jamaïque (2) 
  - Vainqueur : 2004, 2008
  - Finaliste : 1998

## Anciens joueurs
- Winston Anglin
- Onandi Lowe
- Demar Phillips

## Anciens entraîneurs
- Peter Cargill